# Никола Јевтовић
Никола Јевтовић (Ужице, 19. децембар 1989) је српски кошаркаш. Игра на позицији крилног центра.

## Каријера
Каријеру је почео у дресу ужичке Слободе. Био је један од најбољих играча тима који је у сезони 2012/13. стигао до Суперлиге Србије. У августу 2013. потписао је четворогодишњи уговор са Радничким из Крагујевца. Након једне сезоне напустио је Крагујевчане и прешао у ваљевски Металац, где такође проводи две сезоне а у сезони 2016/17. био је члан Стеауе из Букурешта. У сезони 2017/18. је био играч Игокее и са њима је освојио Куп Босне и Херцеговине. У сезони 2018/19. је наступао за мађарски Атомерому, а наредну 2019/20. је провео у пољској екипи Стал Остров Вјелкополски.

## Успеси

### Клупски
- Игокеа:
  - Куп Босне и Херцеговине (1): 2018.